# 中村尚美
中村 尚美（なかむら なおよし、1925年5月16日 - ）は、日本の日本近代史学者。
茨城県出身。早稲田大学文学部国史学科卒。早稲田大学助教授、社会科学部教授。1996年定年、名誉教授。

## 著書

### 単著
- 『大隈重信』吉川弘文館〈人物叢書〉、1961年9月。
  - 『大隈重信』（新装版）吉川弘文館〈人物叢書〉、1985-01、。ISBN 978-4642050265。
  - 『大隈重信』（オンデマンド版）吉川弘文館〈人物叢書〉、2024-10、。ISBN 9784642750264。
- 『大隈財政の研究』校倉書房、1968年12月。ISBN 978-4751704400。
- 『学問の独立 ――早稲田の建学精神――』北樹出版〈フマニタス選書 7〉、1988年10月。ISBN 978-4893840356。
- 『小野梓』早稲田大学出版部〈早稲田人物叢書 2〉、1989年6月。ISBN 978-4657895165。
- 『明治国家の形成とアジア』龍渓書舎、1991年3月。ISBN 978-4844783343。
- 『大隈重信と明治の政治・外交』国立教育会館〈講座近・現代日本の人物 9〉、1994年7月。

### 編集
- 『民主主義運動史』 上、校倉書房〈歴史科学大系 第27巻〉、1978年10月。
- 『近代高等教育の成立 日本と欧米』早稲田大学社会科学研究所〈研究シリーズ 30〉、1991年11月。

### 共編
- 中村尚美・君島和彦・平田哲男編 編『近代日本の形成 開国～大逆事件』三省堂〈史料日本近現代史 1〉、1985年4月。
- 中村尚美・君島和彦・平田哲男編 編『大日本帝国の軌跡 大正デモクラシー～敗戦』三省堂〈史料日本近現代史 2〉、1985年4月。
- 中村尚美・君島和彦・平田哲男編 編『戦後日本の道程 占領～現在』三省堂〈史料日本近現代史 3〉、1985年4月。
- 中村尚美・間宮国夫編 編『「大隈研究」聞き書き』早稲田大学社会科学研究所〈早稲田大学社会科学研究所資料シリーズ 4〉、1996年3月。

### 監修
- エピソード大隈重信編集委員会編 編『エピソード大隈重信125話』奥島孝康・中村尚美監修、早稲田大学出版部、1989年7月。ISBN 978-4657897213。
- エピソード稲門の群像編集委員会編 編『エピソード稲門の群像125話』奥島孝康・中村尚美監修、早稲田大学出版部、1992年3月。ISBN 978-4657924230。

## 論文
- Cinii